# Macoma (Pinguimacoma) hemicilla
Macoma (Pinguimacoma) hemicilla is een tweekleppigensoort uit de familie van de Tellinidae. De wetenschappelijke naam van de soort is voor het eerst geldig gepubliceerd in 1936 door Tom Iredale.